# I'm So in Love: Grandes Exitos
I'm So In Love: Grandes Exitos è la seconda raccolta di brani di successo della cantante messicana Paulina Rubio, pubblicato il 20 novembre 2001.

## Tracce
1. I'm So in Love (Enamorada) - 3:28
2. Mio - 3:45
3. Te daria mi vida - 4:13
4. Only for You (Solo por ti) - 4:16
5. El me engaño - 4:09
6. Sabor a miel - 3:32
7. Asunto de dos - 3:43
8. Open Up Your Heart (Siempre tuya desde la raiz) - 4:40
9. Abriendo las puertas al amor - 4:40
10. Nieva, nieva - 3:32
11. Pobre niña rica - 3:37
12. Nada de ti - 3:31
13. Hoy te deje de amar - 3:56
14. Amor de mujer - 3:53
15. I'm So in Love (Enamorada) Mijango's Classic Mix - 7:04
16. Mega Hits (Medley Extended Version) - 8:57